# Schietpartij van Grâce-Berleur
De schietpartij van Grâce-Berleur is een gebeurtenis in 1950 waarbij vier doden vielen. Het incident deed zich voor tijdens de Koningskwestie in België.
Op 30 juli 1950 schoot de Belgische rijkswacht in Grâce-Berleur bij Luik op de menigte. Dit gebeurde bij een manifestatie tegen de terugkeer van Leopold III. Hierbij vielen er drie doden. Een vierde slachtoffer overleed 6 dagen later aan zijn verwondingen. De eerste drie doden waren voormalige verzetsstrijders tegen de nazi’s. Het incident verhoogde de spanningen rond de Koningskwestie en leidde uiteindelijk tot de afhandeling hiervan. Enkele dagen later deed Leopold III troonsafstand.

## Woelige tijden
Uit een volksraadpleging op 12 maart 1950 bleek dat een meerderheid van de Belgen voor een terugkeer was van Leopold III als koning van België. In Wallonië en vooral in de provincies Luik en Henegouwen was een meerderheid tegen. Op 22 juli 1950 was Leopold III teruggekeerd als koning. Daarop ontstond er een opstandige sfeer en werden er stakingen, betogingen en sabotageacties georganiseerd. Ook werd er een gewapende mars op Brussel aangekondigd. In het arrondissement Luik was een samenscholingsverbod afgekondigd om nieuwe incidenten te voorkomen aan het einde van de onrustige week na de terugkeer van Leopold III naar België.

### De fatale manifestatie
Op 30 juli had het stakingscomité van Grâce-Berleur een bijeenkomst gepland waar socialistische volksvertegenwoordiger Simon Pâque van op het balkon boven een café aan het centrale plein in Grâce-Berleur de mensen zou informeren over de situatie. Daar waren tussen de vier- en zeshonderd mensen, veel mannen maar ook vrouwen en kinderen.  

### De toespraak van Simon Pâque en de aankomst van de gendarmes
De rijkswacht van Hollogne-aux-Pierres werd door een anoniem telefoontje op de hoogte gebracht van de manifestatie die verboden was door het samenscholingsverbod. 11 rijkswachters werden ter plaatse gestuurd en arriveerden toen Simon Pâque net klaar was met zijn toespraak. Hij riep de menigte op om kalm te blijven en naar huis te gaan.  

### Het incident
De rijkswachters stelden zich met hun wapens op in de breedte van de straat. Een groot aantal demonstranten verliet het plein; de rest trok zich terug tot op de trottoirs. De situatie escaleerde echter. Kamerlid Pâque wilde overleggen met de bevelvoerder van het rijkswachtdetachement en werd naar zijn rijkswachtvoertuig gebracht. Beetje bij beetje vormde het publiek een kring rond de groep. Arthur Samson, de burgemeester van Grâce-Berleur, verzette zich tegen wat leek op een arrestatie van Pâque. De menigte rondom werd bozer en de burgemeester en anderen probeerden haar te kalmeren. Arthur Samson werd op zijn beurt gearresteerd. De sfeer onder de omstanders werd dreigender. Daarop haalde het hoofd van de detachement een afschrikkingsgranaat tevoorschijn en gooide die achter zich. Die granaat ontplofte niet maar onder de manifestanten werd doorgegeven dat de rijkswacht was begonnen met het gooien van granaten. Sommigen werden bang en vluchtten weg, anderen stormden op de rijkswachters af. De rijkswachters gebruikten hun geweerkolven. Een mijnwerker en vakbondsactivist Albert Houbrechts, een gewezen lid van het Verzet, probeerden de chef van de rijkswachters te immobiliseren en de twee mannen geraakten in een gevecht. 

### De vier doden
Er zijn tegenstrijdige meningen over wat er precies gebeurd is. Volgens sommige getuigen zou Albert Houbrechts een rijkswachter hebben aangepakt die zijn wapen aan het laden was, om zo erger te voorkomen. Volgens andere verklaringen zou de verzetsstrijder de rijkswachter aangepakt hebben alvorens die zich vijandig opstelde. De chef van de rijkswacht kwam vrij doordat er een collega tussenkwam met de kolf van zijn geweer. Daarop vuurde de bevelhebber tweemaal op Houbrechts, die dodelijk getroffen in de buik neerstortte. Daarna richtte de rijkswachter zijn wapen opnieuw op de demonstranten. Een kogel raakte een elektricien, Joseph Thomas, in de rug. Deze stierf 6 dagen later aan zijn verwondingen. Een andere kogel trof Henri Vervaeren, een vrachtwagenchauffeur en vakbondsactivist en doodde hem. Ondertussen waren ook de andere rijkswachters beginnen te schieten met hun mitrailleurs en geweren, meestal salvo's in de lucht en op de grond. Op onverklaarbare wijze werd een andere persoon, die niet had deelgenomen aan de manifestatie maar leunend op zijn fiets van op afstand van meer dan honderd meter toekeek, Pierre Cerepana, een gepensioneerde mijnwerker van Hongaarse afkomst, eveneens een voormalige verzetsstrijder, dodelijk getroffen. Er werden nog andere manifestanten getroffen, maar niet dodelijk zoals de machinist Fernand Golinval, die in de schouder geraakt werd. Ook de burgemeester Arthur Samson raakte gewond aan zijn been door splinters van een afgeketste kogel.
De begrafenis van de drie doden op 2 augustus werd bijgewoond door tussen honderd- en honderdtwintigduizend mensen.  De stoet werd voorafgaan door de Waalse vlag en de rode vlag. Het gemeentebestuur van Grâce had hun foto’s opgehangen, met de vermelding dat zij waren gestorven voor de vrijheid van het Waalse volk.
De jonge zoon van het vierde slachtoffer kreeg van de Belgische Socialistische Partij een maandelijkse toelage voor zijn onderwijs en opleiding tot 1962.
Op 15 april 1962 betuigde Michel Houbrechts, broer van Albert Houbrechts, die zich duidelijk identificeerde als broer van de in juli 1950 vermoorde verzetsstrijder, zijn steun aan de Mouvement Populaire Wallon tijdens een manifestatie in Luik, die in zekere zin de oprichtingsmanifestatie van die Waalse Beweging was.

## De terugtrekking van Leopold III
Dit incident speelde een belangrijke rol bij de terugtrekking van Koning Leopold III. Al was de katholieke regering (in principe) voorstander om Leopold III aan de macht te houden, daarin gesteund door de volksraadpleging, wilde ze koste wat kost een krachtmeting vermijden. Ze overtuigde de vierde koning der Belgen er uiteindelijk van om af te treden. In de nacht van 31 juli op 1 augustus deed de koning een stap opzij en stemde ermee in om zijn bevoegdheden over te dragen aan zijn zoon Boudewijn I en verklaarde dat hij over een jaar zou aftreden indien de aanstelling van zijn zoon een verzoening tot stand zou brengen.

## De gerechtelijke gevolgen
De families van de slachtoffers spanden een burgerlijke procedure in voor schadevergoeding. In 1955 kwam er een uitspraak en werden de rijkswachters vrijgesproken wegens wettelijke zelfverdediging. De bevelhebber van het rijkswachtdetachement verklaarde dat hij 6 of 7 kort na elkaar had afgevuurd terwijl hij het slachtoffer was van het geweld van de degenen die probeerden hem te ontwapenen. Daardoor werden 3 mensen dodelijk getroffen. 

## Gestorven voor de vrijwaring van de rechten van het volk
Op de noodlottige plaats aan het café werd een gedenkplaat aangebracht en een stukje verder werd een groot monument opgericht, ontworpen door architect Joseph Moutschen, waarop eenvoudigweg staat dat de vier mannen (van wie er drie voormalige verzetsstrijders waren) stierven om de rechten van het volk te vrijwaren.

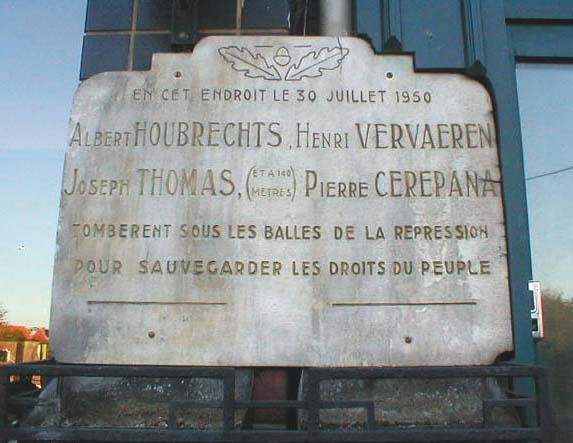
Gedenkplaat aan het café La Boule Rouge in Grâce-Berleur.
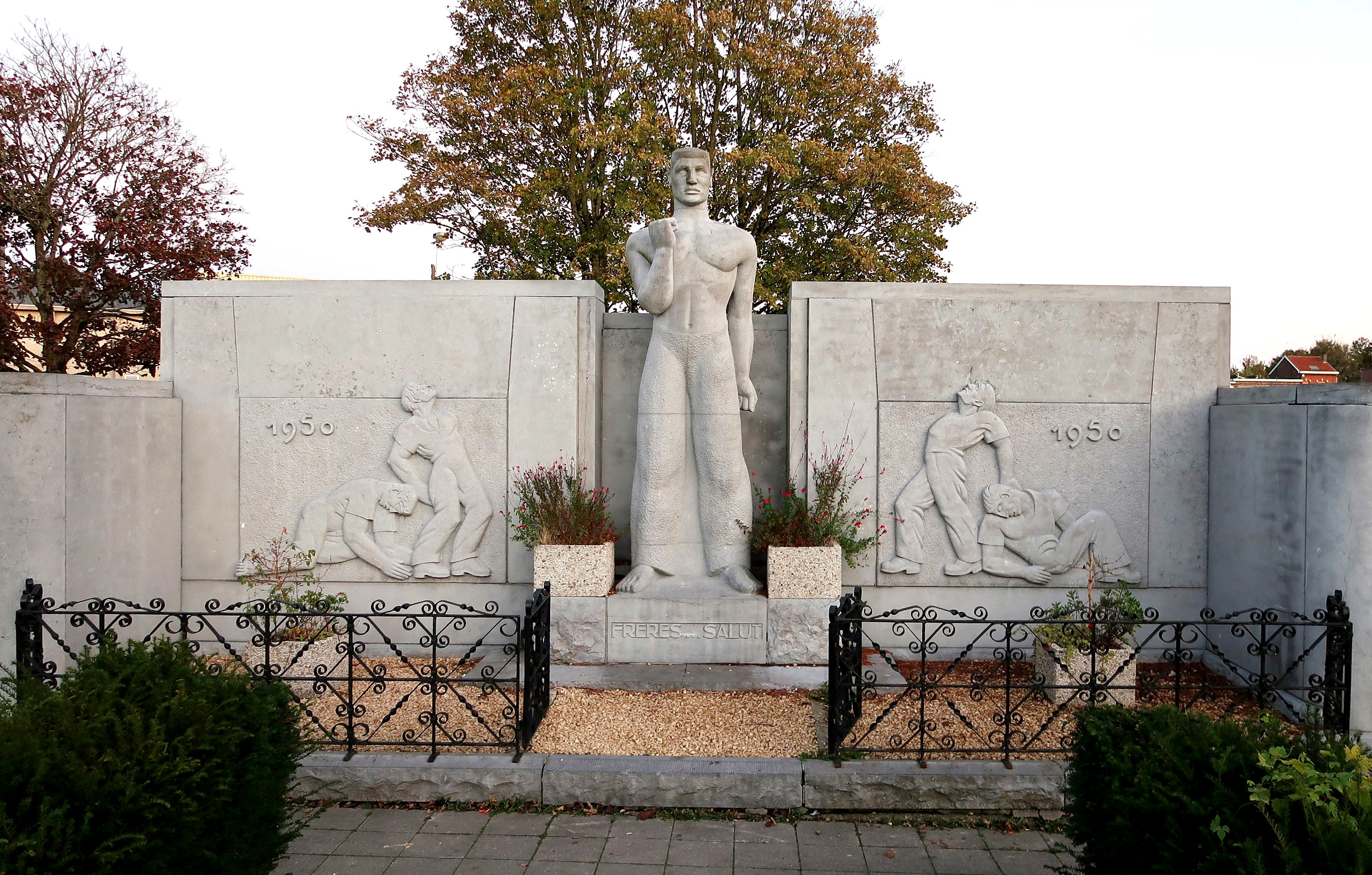
Monument voor de doden van Grâce-Berleur